# День народної єдності
День народної єдності (День народного єднання) — офіційне, національне свято Російської Федерації. Святкується щорічно 4 листопада з 2005 року. До Жовтневого перевороту 1917 року відмічався під назвою дня Казанської ікони Божої Матері. В Росії цей день — останнє свято та вихідний день перед Новим роком.
В останні роки свято супроводжують марші націоналістичних і неонацистських організацій під назвою «Російський марш».
Крім Росії, відзначається як свято і неробочий день на окупованих нею територіях: Крим, «ДНР», «ЛНР», Південна Осетія.

## Історія

### День Казанської ікони Божої Матері
1 листопада (22 жовтня за ст. ст.) 1612-го бійці народного ополчення під проводом Кузьми Мініна і Дмитра Пожарського штурмом взяли Китай-город, гарнізон Речі Посполитої відступив у Кремль. Князь Пожарський вступив у Китай-город з Казанською іконою Божої Матері та присягнувся побудувати храм на згадку про цю перемогу. 5 листопада (26 жовтня за ст. ст.) командування гарнізону інтервентів підписало капітуляцію, випустивши тоді ж із кремля московських бояр і решту знатних осіб. Наступного дня (27 жовтня) гарнізон здався. Наприкінці лютого 1613-го Земський собор обрав новим царем Михайла Федоровича, першого московського царя з династії Романових.
У 1649-му наказом царя Олексія Михайловича день Казанської ікони Божої Матері, 22 жовтня (за ст. ст.), було оголошено державним святом, яке святкувалося впродовж трьох століть аж до 1917-го року.
Згідно з православним церковним календарем у цей день відзначається «Святкування Казанської ікони Божої Матері (на пам'ять позбавлення Москви та Росії від польських інтервентів у 1612-му)», випадає на 22 жовтня за юліанським календарем. Через збільшення за минулі століття різниці між юліанським і григоріанським календарем цей день змістився на 4 листопада. Саме цю дату — 22 жовтня за юліанським календарем, або 4 листопада за григоріанським календарем — обрано як день державного свята.

### Відновлення свята
Безпосередньою причиною введення нового свята стало заплановане урядом скасування святкування 7 листопада, яке у свідомості людей пов'язане з річницею Жовтневої революції 1917 року.
Ідею зробити святковим день 4 листопада як День народної єдності висловила Міжрелігійна рада Росії у вересні 2004-го. Її підтримав думський Комітет з праці та соціальної політики, й ідея, таким чином, набула статусу думської ініціативи.
29 вересня 2004-го Патріарх Московський і всієї Русі Алексій публічно підтримав ініціативу Думи встановити святкування 4 листопада.
|                    | Цей день нагадує нам, як у 1612 році росіяни різних вір і національностей подолали поділ, перемогли грізного ворога та привели країну до стабільного громадянського миру. |
| — Патріарх Алексій | |

4 жовтня цю ж ініціативу публічно підтримав перший заступник керівника фракції «Єдина Росія» Валерій Богомолов. В інтерв'ю РІА «Новості» він заявив, що «в 1612 році Росія позбулася польських загарбників, закінчилися „часи смути“».
28 жовтня 2004-го в Саратові на Театральній площі з ініціативи Громадської палати області та Молодіжного парламенту області пройшов багатотисячний мітинг молоді та представників громадських організацій на підтримку курсу реформ, що проводяться Президентом РФ Путіним. У виступах прозвучала підтримка ініціативи встановити святкування 4 листопада як Дня національної єдності, що було внесено до Звернення учасників мітингу до Президента РФ.
|                           | Ми вважаємо, що день трагічного розділення Росії — 7 листопада — не став днем "примирення й порозуміння" <…> [вважаємо, що подальші події] призвели до загибелі мільйонів наших співгромадян, тоді як звільнення Москви від іноземних загарбників у 1612 році об'єднало народ і припинило братовбивче кровопролиття. |
| — Міжрелігійна рада Росії | |

На засіданні Думи законопроєкт було прийнято в першому читанні. Проти виступили комуністи. 27 грудня 2004-го проєкт було прийнято в третьому читанні, він став законом. 327 депутатів проголосували «за», 104 (всі комуністи) — проти, двоє утрималися.

## Дискусія навколо свята

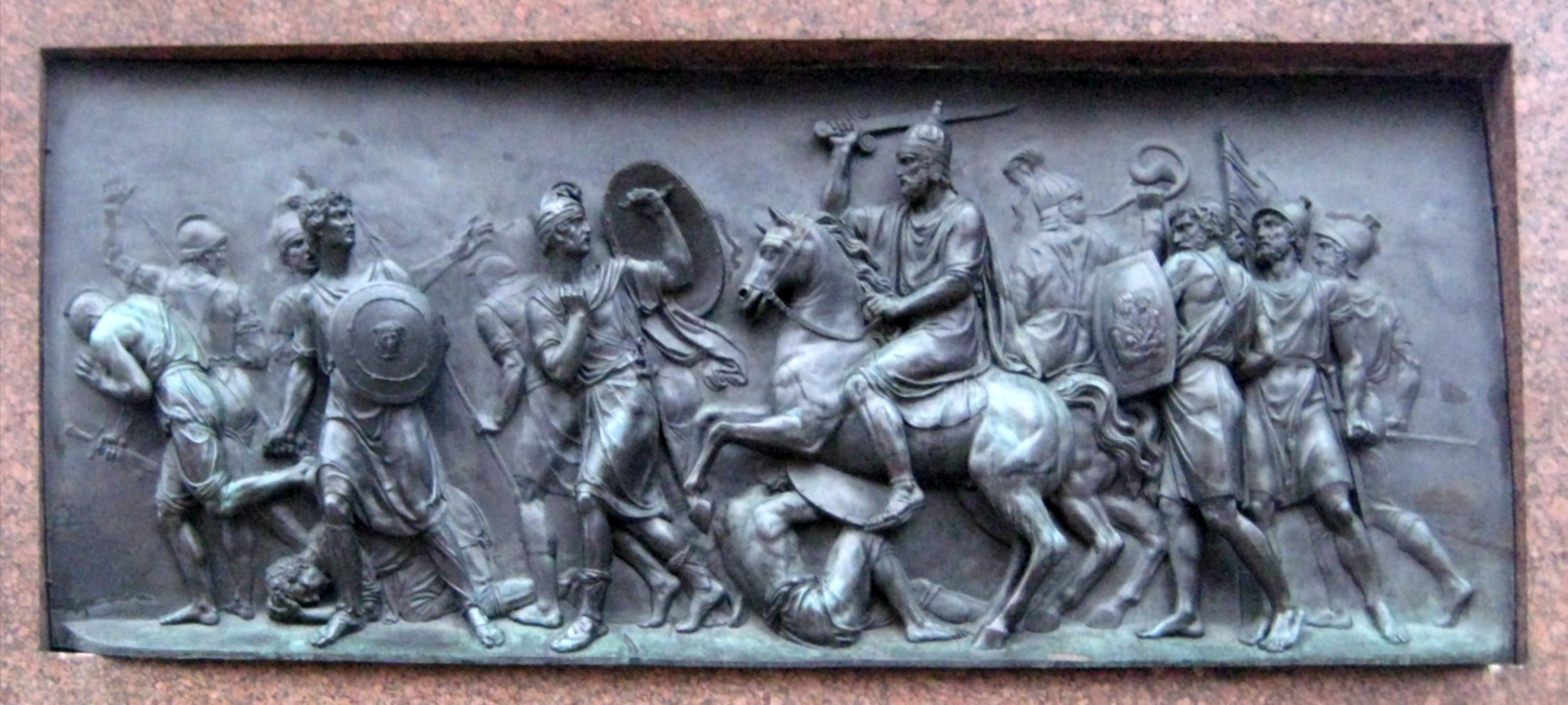
Перемога народного ополчення над поляками. Горельєф з пам'ятника Мініну та Пожарському

Після введення поправки до Трудового кодексу Росії та появи нового свята в суспільстві розпалилася бурхлива дискусія. В пояснювальній записці до проєкту закону відзначалося:
Деякі політологи та політичні діячі також висловлювалися про свято. Їх думки з цього приводу розходяться. Звучали слова й про те, що нове свято не приживеться в Росії, й про те, що День народної єдності має хороші перспективи в майбутньому.

## Ставлення до свята
Реакція преси та ЗМІ на введення нового свята була неоднозначною. Введення свята трактувалося як вочевидь невдала спроба замінити популярне 7 листопада. Проте одночасно з цим свято характеризували і як «таке, що згуртувало народи»..
Напередодні першого святкування в 46 регіонах країни було проведено соціологічне опитування. 33 % респондентів вважали, що 4 листопада в Росії відзначають «День злагоди і примирення», 8 % збиралися святкувати «День народної єдності», а 5 % — «День визволення від польсько-литовських інтервентів». Те ж опитування показало, що більшість росіян (63 %) негативно поставилися до скасування 7 листопада.
Ліворадикальні політичні течії критикували «День народної єдності» як свято, яке намагається примирити бідних і багатих, пригнічених і пригнічувачів. Союз Революційних Соціалістів випустив листівку проти цього свята, в якій проголосили лозунг «Ні єдності з буржуями».